# Мая (индуизъм)
Вижте пояснителната страница за други значения на Мая.
Мая (на санскрит: माया) е индуистко понятие означаващо вселената на двойствените явления, която е положена върху абсолютната реалност, Брахман, с цел да го скрие.

## Веданта
В адвайта веданта Мая е ограничена физическа и умствена реалност, в която е оплетено човешкото съзнание. Мая се счита за илюзия, забулване на истинския единен Аз – космическият дух известен като Брахман. Мая не е нито истинна, нито неистинна. Тъй като Брахман е единствената реалност, Мая не е реалност. Тъй като Мая причинява възприятието на материалния свят, не може да е неистинна. Тя има две основни функции – да забули Брахман, да го затъмни и скрие от човешкото съзнание и да го замести с възприятието на материалния свят. Често използвана метафора относно Мая е за въже, което в мрака се взема за змия, но когато се освети се вижда, че това е измама. Така и когато светлината на Брахман облее ума, светът на Мая се разбира като илюзорен. Мая е самата тъкан на двойствеността и е подчинена на Брахман, в неговата роля като Управител на вселената (Ишвара). Бог не е подвластен на Мая, така както един фокусник не е залъган от триковете си.

## В митологията
Мая може да се визуализира в аспекта на Божествената майка или Деви Махамая. Махамая заслепява хората в заблуда (моха), но също има властта да ги освободи от нея. Шри Рамакришна често идентифицира женския аспект на Бог, Богинята, Шакти, Кали, Лакшми или Дурга с Мая. Мая е форма на богинята Лакшми. Поради връзката си с богинята Мая е често използвано име от индийците.
В своята форма като Дурга Мая е извикана на помощ от боговете и богините, които са безпомощни срещу атаките на демона Махисашура. Дурга е създадена от съчетаната материална енергия на всички богове, включително Брахма, Вишну и Шива. Боговете ѝ дават украшения, оръжия и лъв, когото да язди. Тя е непобедима. Повежда жестока битка срещу Махисашура и огромната му армия. Тя съкрушава армията, убива демона и така възстановява мира и хармонията в света. Тя е защитничката на вселената, която лежи на скута ѝ.